# 청일초등학교
청일초등학교는 대한민국 강원특별자치도 횡성군 청일면 유동리에 있는 공립 초등학교이다.

## 학교 연혁
- 1934년 9월 24일 청일공립보통학교 설립인가
- 1938년 4월 1일 청일공립심상소학교 개칭
- 1941년 4월 1일 청일공립국민학교 개칭
- 1981년 3월 1일 병설유치원(1학급) 신설
- 1996년 3월 1일 청일초등학교로 교명 개칭
- 2005년 9월 1일 봉덕초등학교 통폐합
- 2008년 9월 12일 운동장 체육시설 준공
- 2020년 1월 9일 제83회 졸업식 거행(졸업생 누계 3,119명)
- 2020년 3월 1일 제26대 김장수 교장 부임

## 참고 자료
- 청일초등학교 - 한국교육학술정보원 학교알리미